# (14325) 1979 MM6
(14325) 1979 MM6 (1979 MM6, 1991 TZ6) — астероїд головного поясу, відкритий 25 червня 1979 року.
Тіссеранів параметр щодо Юпітера — 3.202.